# Jevgenij Sokolov
Jevgenij Sokolov (russisk: Евгений Владимирович Соколов tr. Jevgenil Vladimirovitj Sokolov ; født 11. juni 1984 i Moskva) er en russisk tidligere professionel cykelrytter.

## Eksterne links
- Jevgenij Sokolovs profil hos UCI (engelsk)
- Jevgenij Sokolovs profil på Cykelsiderne
- Jevgenij Sokolovs profil på Cycling Quotient (engelsk)
- Jevgenij Sokolovs profil på ProCyclingStats (engelsk)
- Jevgenij Sokolovs profil på FirstCycling

| Cykling | Spire Denne biografi om en cykelrytter er en spire som bør udbygges. Du er velkommen til at hjælpe Wikipedia ved at udvide den. |